# Benjamin de Rothschild
Benjamin de Rothschild, punim imenom Benjamin Edmond Maurice Adolphe Henri Isaac de Rothschild (Neuilly-sur-Seine, 30. srpnja 1963. – Pregny, 15. siječnja 2021.), francuski bankar iz švicarske linije francuske loze bankarske židovske obitelji Rothschild. Jedini je član obitelji koji se nalazi na Forbesovom popisu milijardera, a zaključno s 22. prosincem 2020. godine, nalazi se na 1851. mjestu popisa s procjenjenom vrijednosti bogatstva od 1,5 milijardi američkih dolara.

## Životopis
Rodio se kao jedino dijete u obitelji baruna Edmonda Adolphea de Rothschilda (1926. – 1997.) i barunice Nadine Lhopitalier (r. 1932.). Djed mu je bio Maurice de Rothschild (1881. – 1957.), a pradjed Edmond Jakob de Rothschild (1845. – 1934.), sin Jakoba Mayera Rothschilda (1792. – 1868.), osnivača francuske linije Rothschildovih.
Školovao se na Institutu Florimont iz Ženeve, u Švicarskoj te je završio studij poslovnog menadžmenta na privatnom Sveučilištu Pepperdine smještenom blizu Malibua u Kaliforniji. Poslije završetka studija, radio je u obiteljskim bankama u Kaliforniji. Godine 1989. vratio se u Europu i osnovao  Compagnie de Trésorerie Benjamin de Rothschild, financijsku ustanovu za napredni menadžment upravljanja rizikom. Poslije očeve smrti, 1997. godine, postao je predsjednik uprave očeve tvrtke Compagnie Financière Edmond de Rothschild. Dvije godine kasnije, osnovao je tvrtku Edmond de Rothschild Investment Services u Izraelu, gdje je također naslijedio očevu tvrtku Zakladu Rothschild Caesarea. Godine 2010. Compagnie Financière Edmond de Rothschild postala je Edmond de Rothschild Group. Godine 2015. postavio je suprugu Ariane de Rothschild na čelo grupacije, koja je 2019. godine prešla u potpunosti u obiteljsko vlasništvo.
Naslijedio je i vinogradarsko imanje Château Clarke, koje je kupio njegov otac 1973. godine.

### Privatni život
Dana 23. siječnja 1999. godine oženio je Arianu Langner (r. 1965.), s kojom ima četiri kćeri:
- Noémie Alix Michèle Léonora Harley de Rothschild (r. 1995.)
- Alice Adélaïde Betty Nadine de Rothschild (r. 1999.)
- Eve de Rothschild (r. 2001.)
- Olivia de Rothschild (r. 2002.)